# Theodoor van Loon

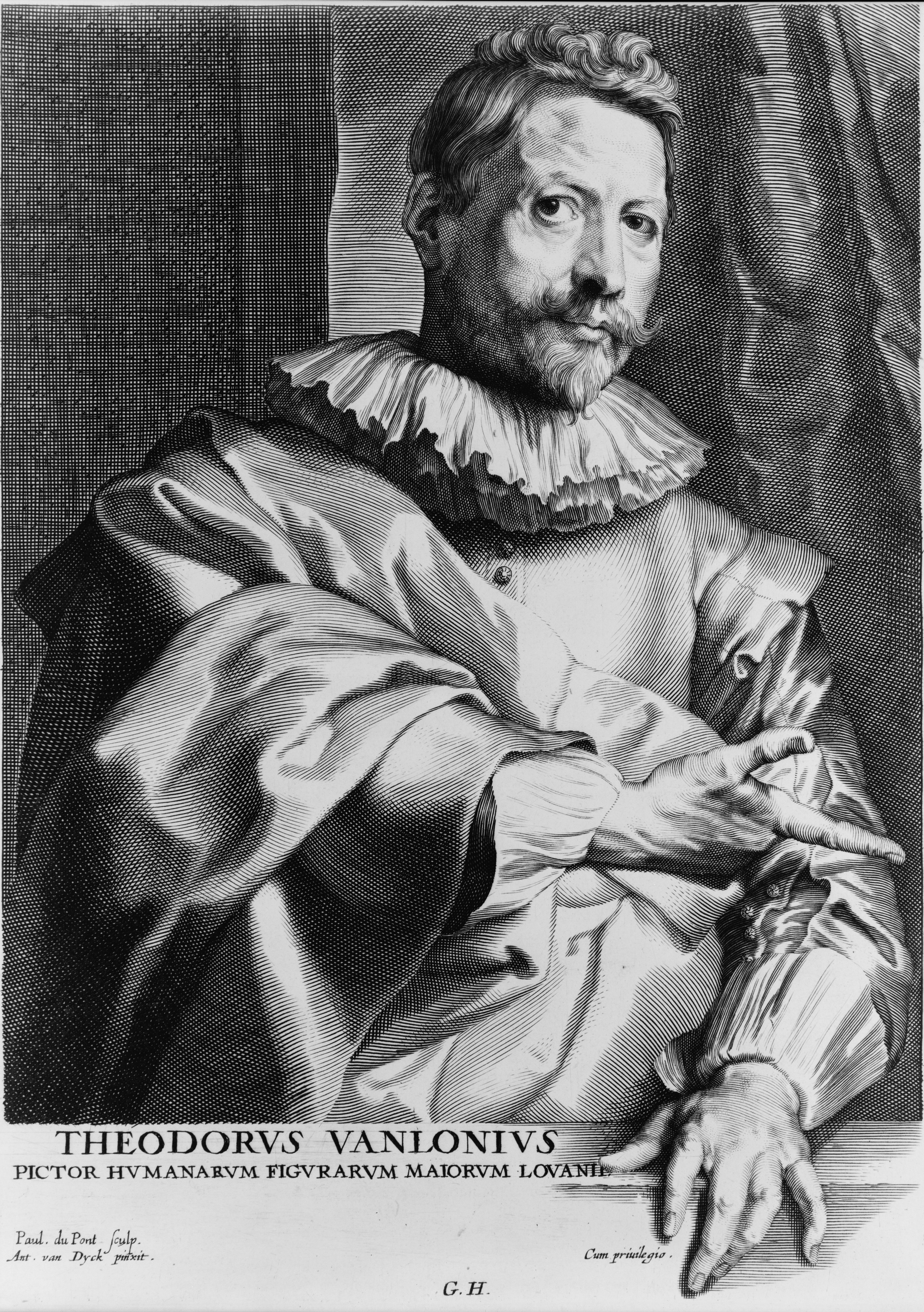
Portret van Theodoor van Loon door Paulus Pontius, naar Anthony van Dyck.

Theodoor van Loon (Erkelenz, 1581 of 1582 - Maastricht, 1649) was een Zuid Nederlands schilder uit de barokperiode.
Theodoor van Loon was actief in het Brusselse. Hij verbleef tweemaal in Italië, van 1602 tot 1608 en van 1628 tot 1629, wat verklaart waarom zijn stijl geen raakpunten heeft met de Vlaamse barokschilderkunst uit zijn tijd, maar aansluit bij de kunstrichtingen die in het begin van de 17e eeuw in Rome domineerden (Carraccischool en caravaggisme).
Samen met Wenceslas Cobergher heeft hij opdrachten uitgevoerd voor onder andere de aartshertogen Albrecht en Isabella.
Hij heeft opdrachten uitgevoerd voor kerken in de omgeving van Brussel maar ook voor de Basiliek van Onze-Lieve-Vrouw van Scherpenheuvel (Mariataferelen, 1623 - 1628).
Hij was bevriend met de Leuvense hoogleraar Erycius Puteanus.

## Werken

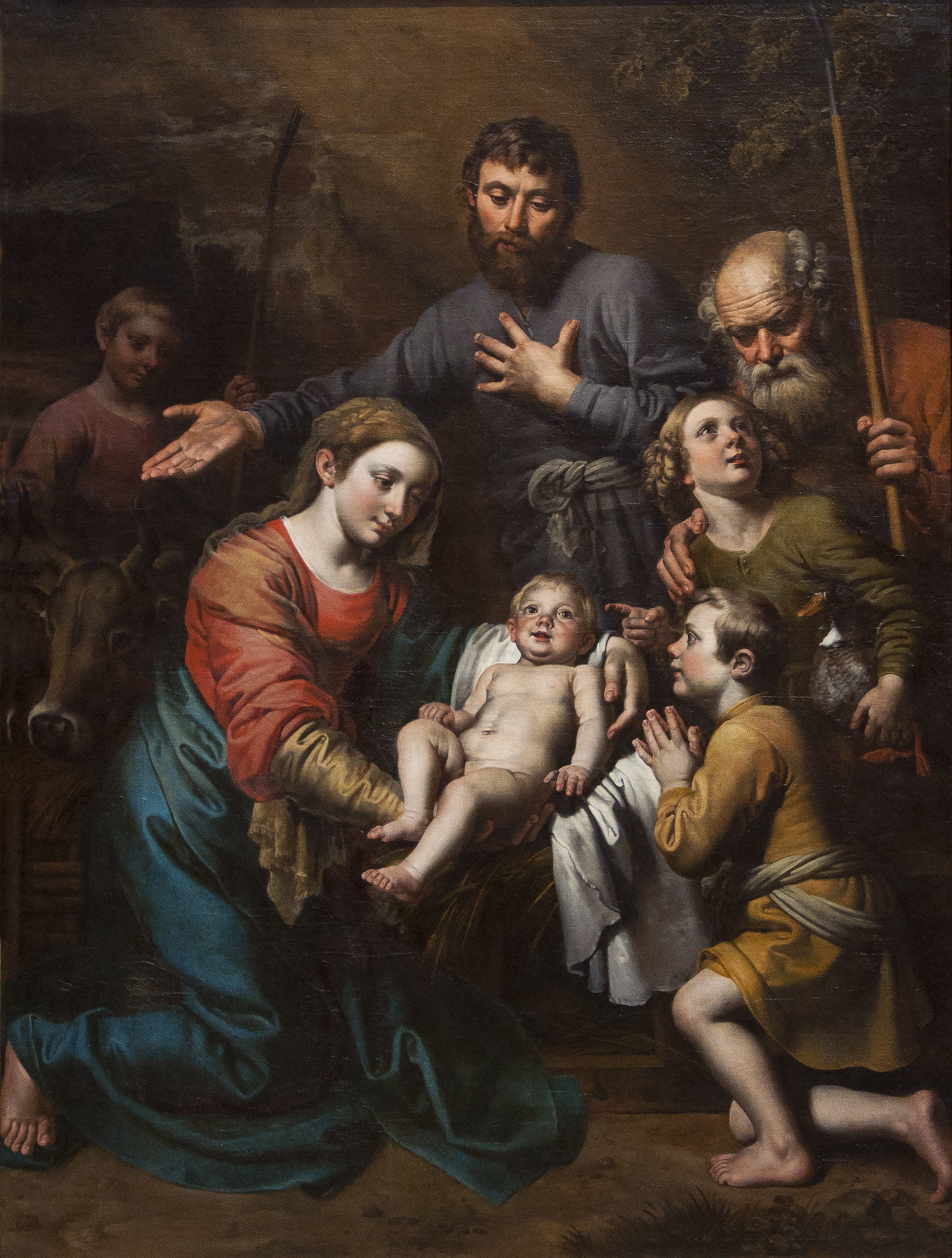
De aanbidding der wijzen in het KMSKB
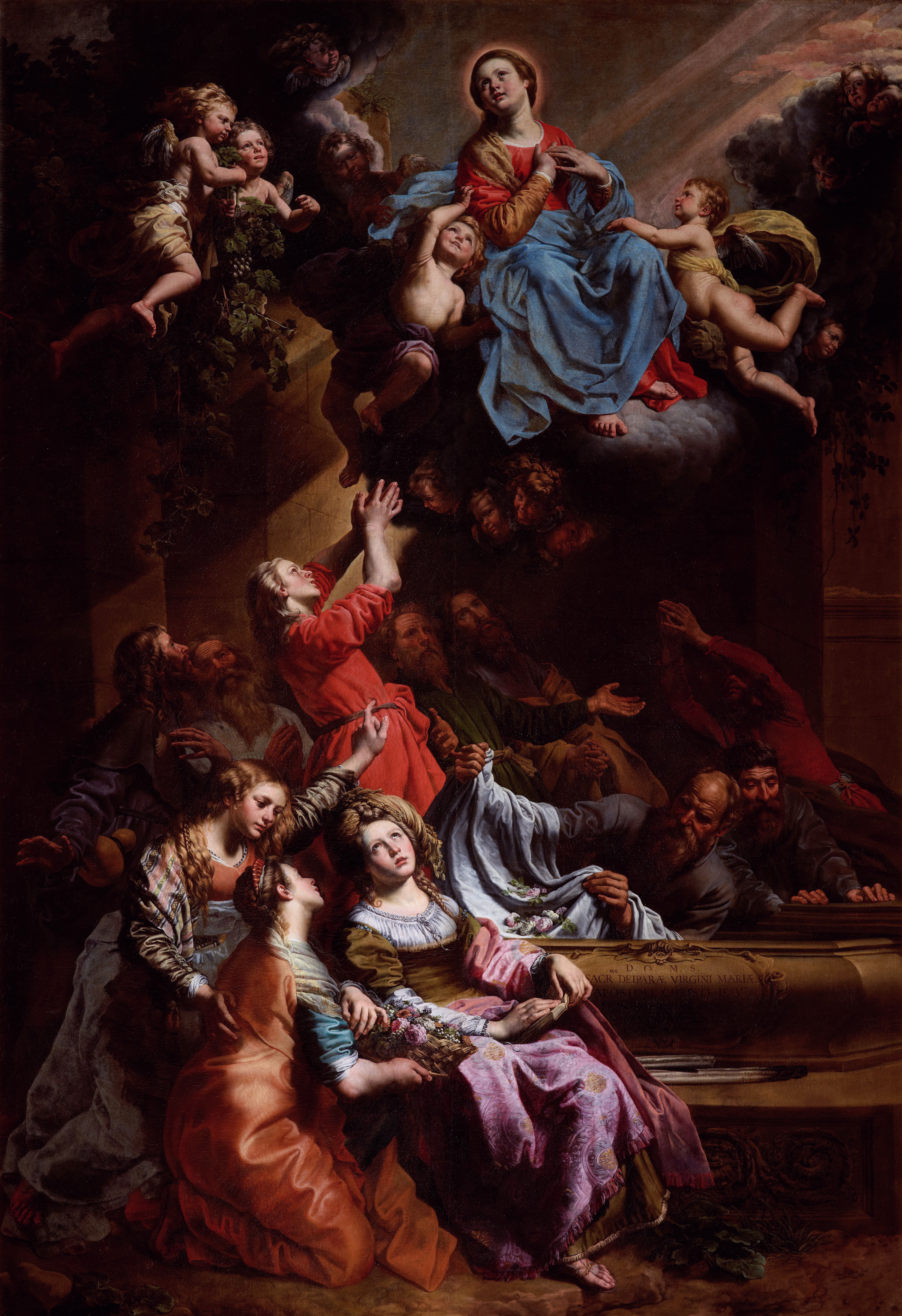
De tenhemelopneming van Maria in het KMSK te Brussel
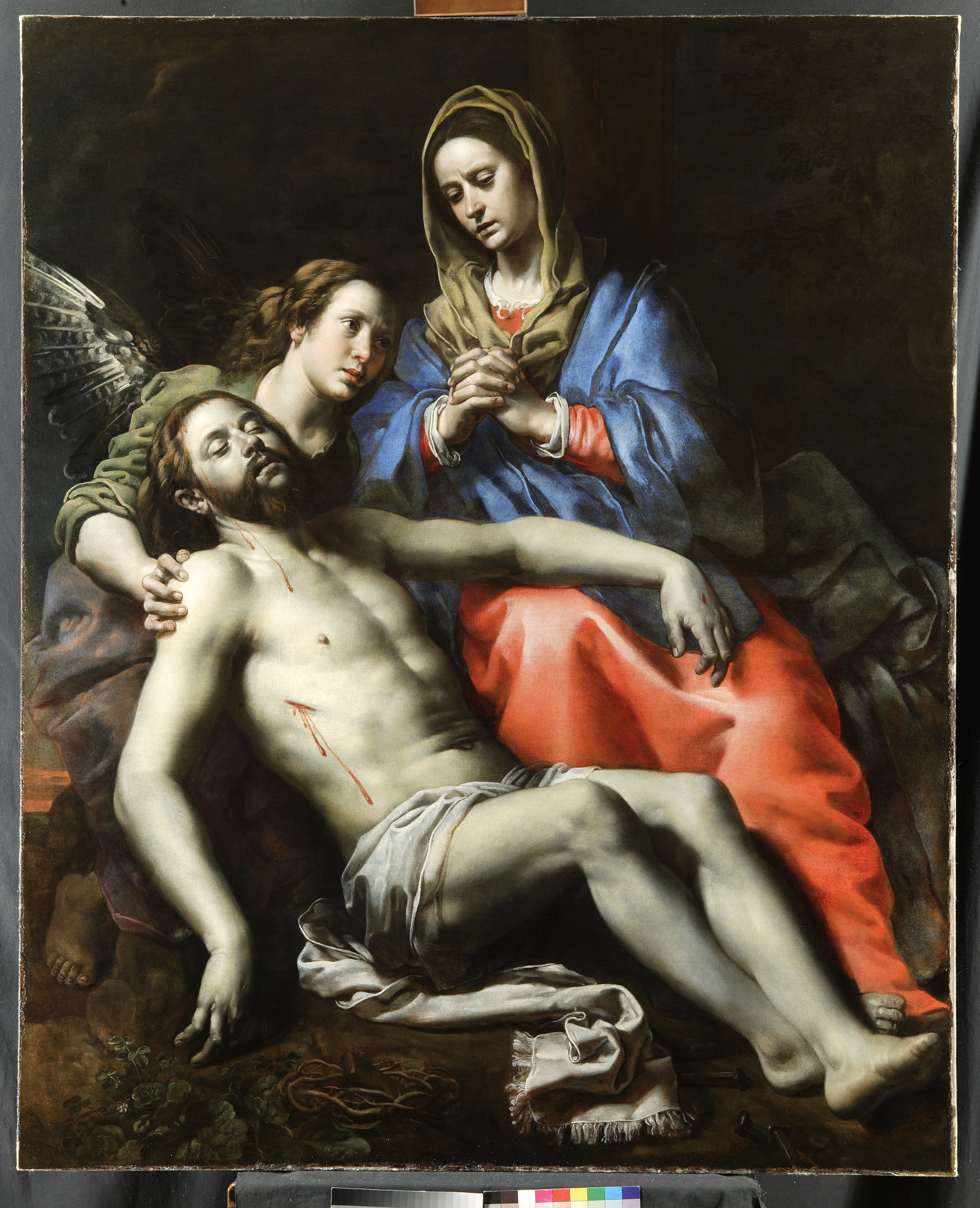
Theodoor van Loon - Pietà
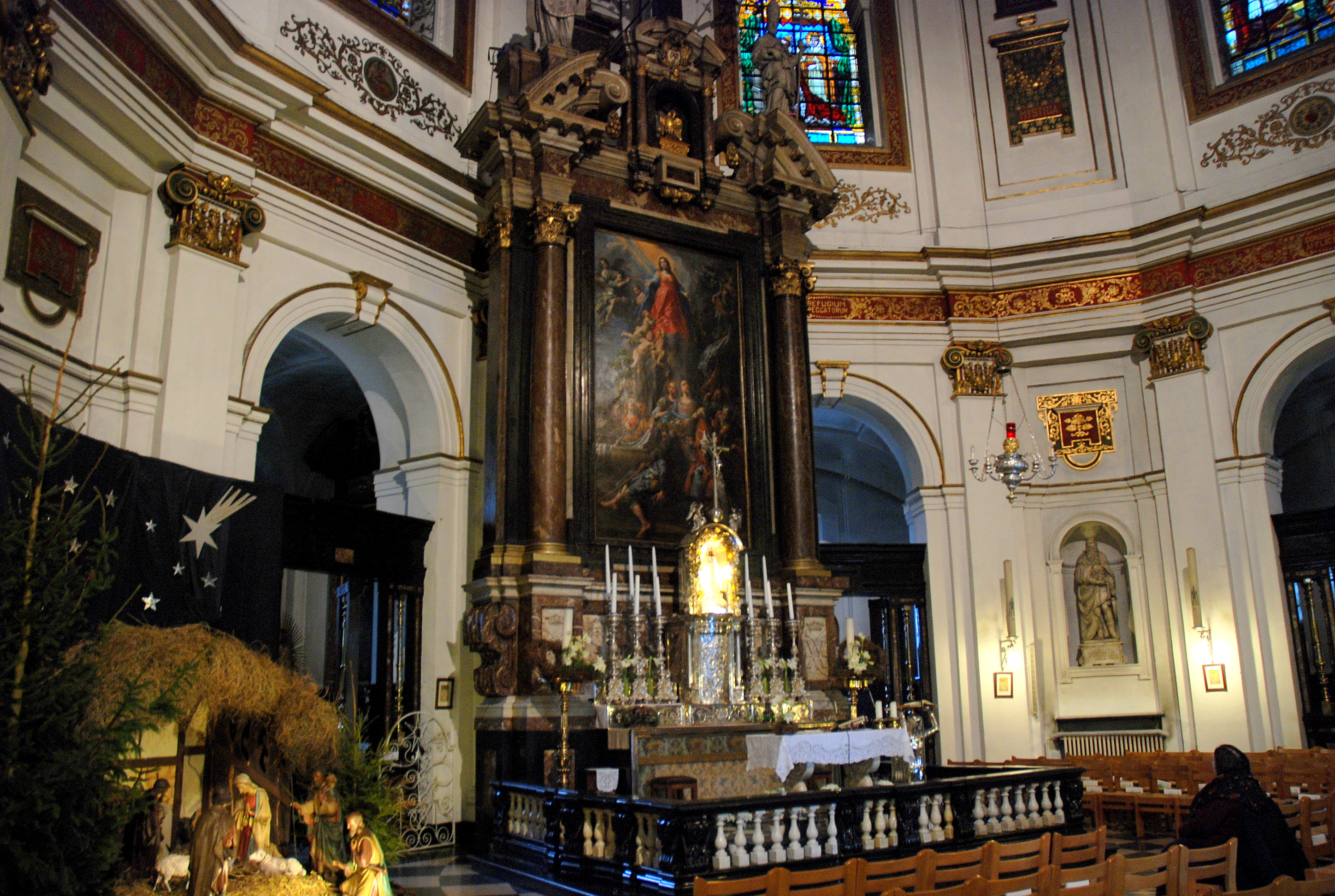
Schilderij van Theodoor Van Loon in de basiliek te Scherpenheuvel